# Маска Красной смерти (фильм, 1989)
«Маска Красной смерти» (англ. Masque of the Red Death) — художественный фильм 1989 года производства США, триллер с элементами фильма ужасов. Снят режиссёром Ларри Брэндом, продюсировал же фильм Роджер Корман. Фильм является ремейком одноимённого фильма 1964 года.
Сценарий написан самим режиссёром Ларри Брэндом вместе с Дэрил Хейни на основе рассказа Эдгара Аллана По «Маска Красной смерти». Главные роли в фильме исполнили Патрик Макни, Эдриан Пол, Клар Хоак, Джефф Остерхэг, Трэйси Рейнер и Мария Форд.

## Сюжет
Действие происходит в эпоху Возрождения. Главный герой — злой средневековый принц Просперо. Вначале он влюбляется в одну красивую и задумчивую молодую девушку, которую он похищает. Но в королевстве принца Просперо неприятность — на местность находит страшная чума. Принц решает удалиться вместе с друзьями в свой замок, чтобы избежать распространения инфекции и продолжить развлечения.
А обычных людей — своих крестьян — он оставляет на произвол судьбы — верную смерть от чумы. Но от беды и своей судьбы Просперо убежать не удаётся. В замке принца появляется странное существо в маске, которое убивает всех гостей принца. Обычно бесстрашный и одновременно высокомерный и беззаботный принц Просперо на этот раз страшно напуган.

## В ролях
- Патрик Макни — Мачьявел
- Эдриан Пол — Просперо
- Джефф Остерхэг — Клаудио
- Клар Хоак — Джульетта
- Трэйси Рейнер — Лукреция
- Мария Форд — Изабелла
- Пол Майкл — Бенито
- Майкл Лэпард — Пауло
- Келли Энн Сабатэссо — Орнелия
- Дэрил Хейни — Фабио
- Ричард Китс — Леонардо
- Марчело Туберт — Августо (как Марк Туберт)
- Чарльз Цукер — Марчелло
- Грегори Алкус — Андреа
- Патрик Мак Корд — Антонио
- Николас Рапаттони — Просперо в детстве

## Съёмочная группа
- Произведение: Эдгар Аллан По
- Авторы сценария: Дэрил Хейни и Ларри Брэнд
- Режиссёр: Ларри Брэнд
- Оператор: Эдвард Пей
- Композитор: Марк Говернор
- Художник: Стефен Гринберг
- Монтаж: Стефен Марк
- Костюмы: Санья Милковиц Хэйс
- Продюсер: Роджер Корман
- Помощники продюсера: Сэлли Мэттисон и Адам Моос
- Кастинг: Эл Гуарино

## Другие названия
- Masque Of The Red Death, Edgar Allan Poe’s Masque of the Red Death
- Маска красной смерти
- La maschera della morte rossa
- Die Maske des roten Todes
- Máscara Mortal
- La máscara de la muerte roja